# سامانثا براند
سامانثا براند (بالفرنسية: Samantha Brand)‏ (16 يونيو 1988 بهايتي - ) هي لاعبة كرة قدم هايتية في مركز الوسط. شاركت مع منتخب هايتي الوطني لكرة القدم للسيدات. أما مع النوادي، فقد لعبت مع Ungmennafélagið Afturelding ‏.

## وصلات خارجية
- سامانثا براند على موقع قاعدة بيانات كرة القدم.إي يو (الإنجليزية)
- سامانثا براند على موقع Soccerway.com (الإنجليزية)
- سامانثا براند على موقع عالم كرة القدم.نت (الإنجليزية)